# Reflektioner
Reflektioner släpptes 12 februari 2007 och är ett studioalbum av Jim Jidhed. första svenskspråkiga album sedan "Snart kommer natten" från 1991.

## Låtlista
1. Du är min värld
2. Är det försent
3. I detta ögonblick
4. För alltid
5. Tennsoldaten
6. Tiderna förändras
7. Hej
8. Psalmen
9. Plötsligt vaknar allt till liv
10. Det känns som förra sommaren
11. Vänd aldrig om
12. På väg

### Fotnoter
1. ↑  ”Reflektioner”. Svensk mediedatabas. 10 mars 1991. https://smdb.kb.se/catalog/id/002078192. Läst 11 september 2017.
2. ↑  Kai Martin (15 februari 2007). ”Seperationen gav Jidhed nya krafter” (på svenska). Expressen. http://www.expressen.se/noje/seperationen-gav-jidhed-nya-krafter/. Läst 11 september 2017.